# شذا عمر
شذا عمر أو شذى عمر، إعلامية لبنانية ومقدّمة برامج سياسية، تنقّلت في عملها بين عدة محطات تلفزيونية، ولدت في عائلة متوسطة في جب جنين في البقاع اللبناني، تزوجت مرتين ولها ثلاثة أولاد.

## في قناة الجديد اللبنانية
بدأت مسيرتها الصحفية في قناة الجديد اللبنانية عام 1991، وقدمت نشرات الأخبار الأساسية، وبرنامجاً حوارياً بعنوان (بصراحة).

## في المؤسسة اللبنانية للإرسال
قدمت شذا عمر في LBC نشرات الأخبار، وبرنامج (نهاركم سعيد) الصباحي مع دوللي غانم ومي شدياق، كما وقدّمت منفردة برنامجا سياسيا أسبوعيا باسم (أنت والحدث) انطلق في العام 2002. 

عملت في الأل بي سي من شباط 1997 حتى شباط الـ2010، إذ قدمت استقالتها مباشرة على الهواء أثناء تقديمها لبرنامج (نهاركم سعيد) معللة ذلك بالموضوعية وعدم مراعاة أصول المهنة وأخلاقياتها.

ردّت المؤسسة اللبنانية للإرسال برفع دعوى قضائية ضدها لاتهامها المؤسسة بعدم الموضوعية والنيل من شرف المؤسسة وكرامتها. في آذار / مارس 2011 ردّت المحكمة القضية وأبطلت التعقبات في حق شذا عمر والزمت الجهة المدعية بدفع الرسوم والمصاريف.

## في قناة أبو ظبي
أدارت شذا عمر برنامج (حوار الأمم) من نيويورك، وبثّ على قناة أبوظبي الأولى ليل الأربعاء، الساعة الـ (19:30) بتوقيت غرينيتش.

## فيتلفزيون لبنان
ابتداء من نيسان 2014 قدّمت شذا عمر برنامج «الكلمة الحرة» على شاشة تلفزيون لبنان، وهو برنامج سياسي حواري يستضيف سياسيين حاليين وسابقين.

## في المنتديات العالمية
شاركت شذا عمر في إدارة ندوات في مؤتمرات عربية ودولية بارزة أهمها:
- منتدى دافوس
- منتدى البندقية- إيطاليا
- منتدى الإعلام العربي- أبوظبي
- نادي دبي للصحافة
- كما شاركت في برامج لمحطات عالمية، مثل «سي إن إن».

## وصلات خارجية
- صفحة شذا عمر على التويتر